# Château de Beuzeville-la-Grenier
Le château de Beuzeville-la-Grenier est un demeure du XVIe siècle aujourd'hui en ruine, qui se dresse sur le territoire de la commune française de Beuzeville-la-Grenier, dans le département de la Seine-Maritime, en région Normandie. Un manoir des XVe – XVIe siècles lui est contigu. Le château et le manoir sont partiellement inscrits au titre des monuments historiques.

## Localisation
L'ensemble domanial est situé sur la commune de Beuzeville-la-Grenier, dans le département français de la Seine-Maritime.

## Historique
Le site est occupé par un château fort. Sous les ducs de Normandie, la seigneurie de Beuzeville est la possession des Grenet, puis jusqu'à la guerre de Cent Ans à une famille chevaleresque apparentée aux Auricher.
La construction du château, aujourd'hui ruiné, débute sous la Renaissance vers 1550 et s'achève en 1588. On attribue sa construction à Antoine de Scelles et Madeleine de Ravenel. Il passe ensuite par alliances successives aux famille de Prie, Hautemer, La Mothe-Houdancourt qui dès le XVIIe siècle n'habitaient plus le château.
Paul-Tanguy de La Luzerne verra sa terre de Beuzeville élevée en marquisat, et le château, dès le XVIIIe siècle, sert de logement aux fermiers de la comtesse d'Hunolstein.
L'édifice est en ruines au début du XXIe siècle.
Le manoir flanqué d'une tour, bâti en silex et chaînes de pierre à proximité, est daté quant à lui des XVe – XVIe siècles,.

## Description
L'ancien château se présentait sous la forme d'un corps de logis de plan quadrangulaire flanqué de tourelles en encorbellement, haut d'un étage sur un rez-de-chaussée surélevé, sous un haut comble en forte pente en ardoises, qu'encadraient de hautes cheminées.
L'édifice est bâtie en pierre de taille.
Le château « rappelle Azay-le-Rideau ». Philibert Delorme a peut-être été une source d'inspiration.

## Protection
Les façades et toitures du château et du manoir sont inscrites au titre des monuments historiques par arrêté du 14 avril 1930.